# Батко и Братко
„Батко и Братко“ е евфемистично название за корупционен скандал от 2008 г. във връзка със строителството на АМ „Тракия“. Докато шеф на АПИ е Веселин Георгиев, фирма „Биндер“, която е собственост на неговия брат Емил Георгиев, печели поръчка на Агенцията. Последиците за България са спиране на средства по Еврофондовете. Едва през 2012 г. на Веселин Георгиев е повдигнато обвинение за това, че е съпричастен към облагодетелстването на двамата му братя – Емил и Бойко Георгиеви, със стотици милиони левове. На 30 април 2015 г. Веселин Георгиев е оправдан на първа инстанция от Софийски Градски Съд (СГС) по обвиненията за нарушаване на Закона за обществените поръчки и за временното спиране на финансирането по Еврофондовете (европейските програми ИСПА и ФАР).